# 國立基隆高級商工職業學校
國立基隆高級商工職業學校（KLCIVS），簡稱基隆商工、基商，位於基隆市七堵區長興里，鄰近台鐵七堵車站、長興地下道、明德國中及七堵地下道，基隆一所國立技術型高級中學暨綜合型高級中學並附設進修部，為全臺最早參與試辦綜合高中學制課程的十八所高中職之一。目前綜高部及高職部均設有商業與管理群、設計群、電機與電子群電機類、電機與電子群電子類四個類群，九個科系及學程，綜高部另設有學術社會及自然學程。

## 歷史

基隆商工正門，於2007年啟用

1949年7月8日創立基隆市立商業補習學校，設有初級部商業類科，借用基隆市信義國民學校教室數間為臨時校舍。1952年成立高級部。1957年改制為基隆市立高級商業職業學校，遷至原基隆市立中學劉銘傳路校舍。1960年4月26日遷至中正公園內的新建校舍。1968年增設工業類科，改為臺灣省立基隆高級商工職業學校，校區遷至七堵原基隆市立第一中學校舍，2000年2月1日改為國立基隆高級商工職業學校。

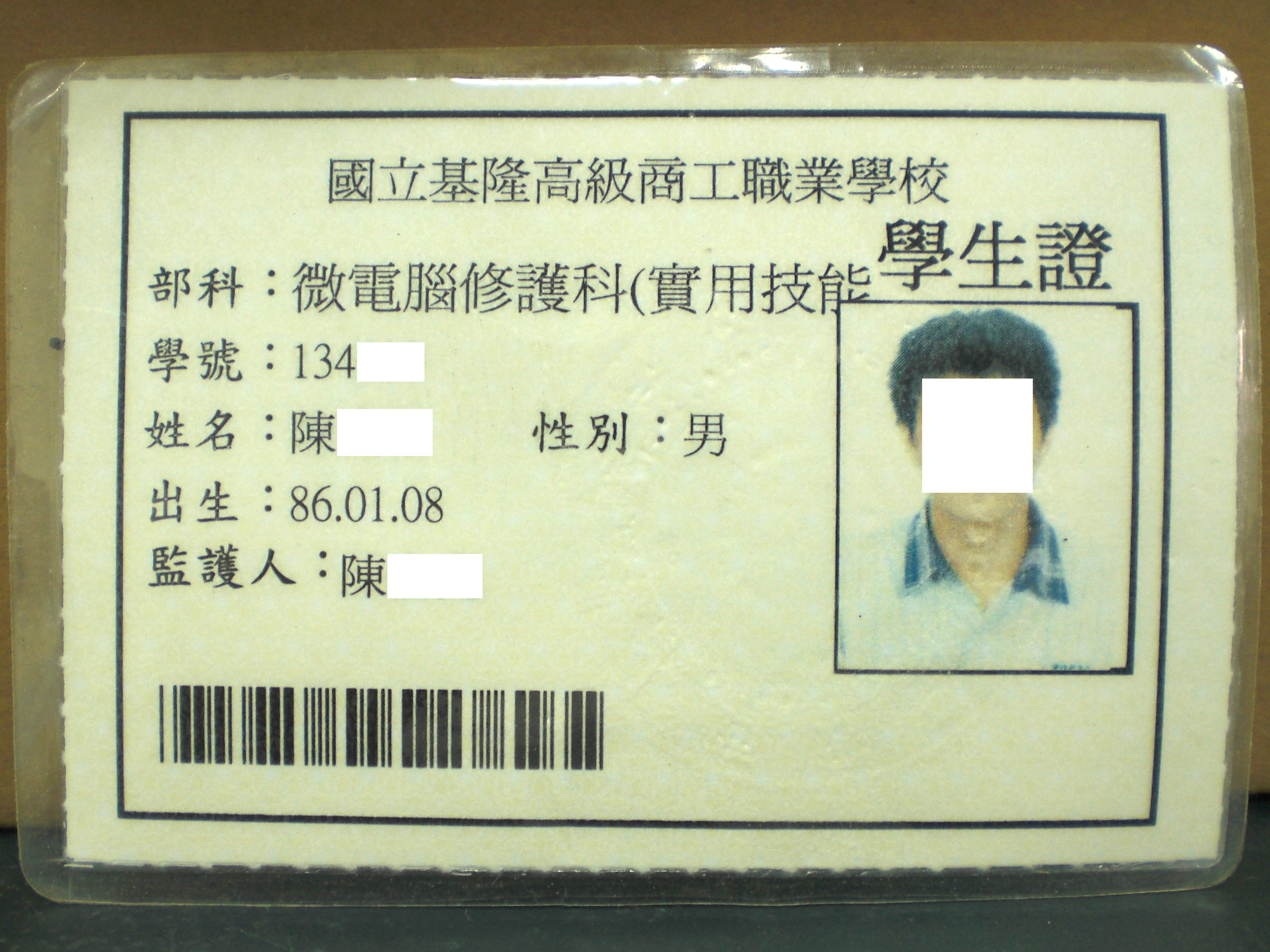
基隆商工學生證2012年9月版正面

## 教學單位
| 部別   | 類群         | 科別       | 成立年份 | 備註                                     |
| ------ | ------------ | ---------- | -------- | ---------------------------------------- |
| 日間部 | 綜合高中     | 綜合高中   | 1996年   | 二年級起分流，提供學術或職業導向學程修讀 |
| 日間部 | 商業與管理群 | 商業經營科 | 1961年   | 曾設有實用技能班商業事務科，已停招       |
| 日間部 | 商業與管理群 | 會計事務科 | 1961年   |                                          |
| 日間部 | 商業與管理群 | 國際貿易科 | 1987年   |                                          |
| 日間部 | 商業與管理群 | 資料處理科 | 1995年   |                                          |
| 日間部 | 設計群       | 廣告設計科 | 1961年   | 另設有實用技能班廣告技術科               |
| 日間部 | 電機與電子群 | 電機科     | 1961年   | 曾設有實用技能班電機修護科，已停招       |
| 日間部 | 電機與電子群 | 資訊科     | 1962年   | 曾設有實用技能班微電腦修護科，已停招     |
| 日間部 | 電機與電子群 | 航空電子科 | 2017年   |                                          |
| 日間部 | 特殊教育類   | 綜合職能科 | 1994年   | 餐飲服務與旅館房務服務雙專長             |
| 日間部 | 特殊教育類   | 體育班     | 1998年   |                                          |
| 進修部 | 商業與管理群 | 商業經營科 | 1961年   |                                          |
| 進修部 | 商業與管理群 | 國際貿易科 | 1987年   |                                          |
| 進修部 | 商業與管理群 | 資料處理科 | 1995年   |                                          |

## 附屬教學單位
- 國立台北商業技術學院附設空中進修學院基隆教學輔導處

1977年台灣省政府教育廳於台北商專成立附設空中商業專科進修補習學校，並設置基隆教學輔導處於基隆商工，由校長兼任教學輔導處主任。目前科系設有專科部（二專）與學院部（二技）共五個科系二十五班，另設兼任副主任一人及幹事二人與專任工友一人，面授教師聘請有講師資格以上的教師或相關學者擔任，目前共有四十九人。科系如下：
1. 企業管理科
2. 資訊管理科
3. 應用外語科
4. 財務金融系
5. 應用商學系

## 歷任校長
| 任期 | 姓名   | 就職日期   | 離職日期   | 離職原因     | 經歷                                                                             |
| ---- | ------ | ---------- | ---------- | ------------ | -------------------------------------------------------------------------------- |
| 1    | 姚廣濱 | 1949年7月  | 1957年7月  | 調任他校     | 曾任基隆市立明德國民中學校長                                                     |
| 2    | 李大祥 | 1957年7月  | 1961年5月  | 調任他校     | 曾任成功高中、成淵高中校長                                                       |
| 3    | 馮國旭 | 1961年6月  | 1977年10月 | 退休         |                                                                                  |
| 代理 | 張顯章 | 1977年11月 | 1978年1月  | 新任校長就職 | 教務主任代理                                                                     |
| 4    | 黃芝潤 | 1978年2月  | 1985年2月  | 退休         | 曾任花蓮高商校長                                                                 |
| 5    | 張顯章 | 1985年2月  | 1991年1月  | 退休         | 曾任中壢家商校長                                                                 |
| 6    | 李敏侯 | 1991年2月  | 2000年7月  | 退休         | 曾任基隆海事、澎湖海事校長                                                       |
| 7    | 連明信 | 2000年8月  | 2005年7月  | 退休         | 曾任瑞芳高工、宜蘭高中、中正國中、基隆市立建德國民中學、花蓮縣立秀林國民中學校長 |
| 8    | 張銘華 | 2005年8月  | 2011年7月  | 調任他校     | 曾任華僑高中、中和高中校長                                                       |
| 代理 | 賴文政 | 2011年8月  | 2011年11月 | 新任校長就職 | 教務主任代理，現任東泰高中校長；曾任東泰高中副校長、義民高中校長                 |
| 9    | 陳明印 | 2011年11月 | 2019年7月  | 調任他校     | 曾任基隆女中校長、國立三重高中總務主任、圖書館主任、教務主任、學務主任           |
| 10   | 洪光賢 | 2019年8月  | 2025年7月  | 調任他校     | 現任宜蘭高中校長；曾任頭城家商教務主任兼任代理校長、學務主任                     |
| 11   | 林子建 | 2025年8月  |            |              | 曾任基隆特教校長                                                                 |

## 籃球隊
基隆商工籃球隊是高中籃球聯賽（HBL）參賽隊伍之一，曾培育出多位曾參加超級籃球聯賽（SBL）的球員，例如陳建州、陳孝榮、蔡文誠、李家瑞等。於100學年度，基隆商工籃球隊在比賽中獲得第三名，為該校歷年來最佳成績。
| 學年度    | 級別 | 成績   |
| --------- | ---- | ------ |
| 83學年度  | 乙級 | 亞軍   |
| 84學年度  | 甲級 | 第七名 |
| 85學年度  | 甲級 | 第八名 |
| 97學年度  | 甲級 | 第七名 |
| 100學年度 | 甲級 | 季軍   |
| 103學年度 | 甲級 | 第八名 |
| 104學年度 | 甲級 | 第八名 |

## 策略聯盟學校
以下是基隆商工的策略聯盟學校列表：
- 龍華科技大學
- 聖約翰科技大學

## 曾任教師
- 馬水龍：台灣知名本土音樂家，1969年至1971年於本校任教。

## 外部連結
- 國立基隆高級商工職業學校（页面存档备份，存于）（繁體中文）
- 國立基隆商工進修學校（繁體中文）
- 國立基隆商工學務處（繁體中文）
- 國立台北商業技術附設空中進修學院基隆輔導處[永久]（繁體中文）